# Thrupp, Cherwell
Thrupp är en by i civil parish Shipton-on-Cherwell and Thrupp, i distriktet Cherwell, i grevskapet Oxfordshire, i England. Byn är belägen 10 km från Oxford. Thrup var en civil parish 1866–1955 när blev den en del av Shipton on Cherwell and Thrup. Civil parish hade 154 invånare år 1951. Byn nämndes i Domedagsboken (Domesday Book) år 1086, och kallades då Trop.